# Señorío de Aguinaga
Señorío de Aguinaga (Aginagako Jaurerria en euskera y cooficialmente) es un despoblado español del municipio de Lizoáin-Arriasgoiti, perteneciente a la Comunidad Foral de Navarra.

## Historia
Hacia mediados del siglo XIX, el lugar, por entonces perteneciente a Arriasgoiti, tenía contabilizada una población de doce habitantes. Aparece descrito en el primer volumen del Diccionario geográfico-estadístico-histórico de España y sus posesiones de Ultramar de Pascual Madoz con las siguientes palabras:

AGUINAGA: l. del valle y ayunt. de Arriasgoiti, prov., aud. terr. y c. g. de Navarra, merind. y part. jud. de Sangüesa (6 1/2 leg.), dióc. de Pamplona (4 leg.). Sit. en el declive meridional de una montaña, y rodeado por todas partes de elevados cerros, disfruta de clima saludable. Tiene una igl. parr. bajo la advocacion de S. Pedro, servida por un cura con título de abad. Confina el térm. por N. á 1/2 leg. con el de Galduroz; por E. con el de Iloz: por S. con el de Elia; y por O. con el de Amocain: dentro del mismo brotan algunos manantiales de buenas aguas, que utilizan los hab. para sus necesidades domésticas, y otros objetos de agricultura. Prod. trigo, cebada, avena, maiz, legumbres, hortaliza; y maderas para combustible. Pobl. 12 alm., contr. con el valle de Arriasgoiti.
(Madoz, 1845, p. 157)

En la actualidad, pertenece al municipio de Lizoáin-Arriasgoiti. En 2022, no tenía empadronado ningún habitante.